# Султанов, Искандар Мухамедьярович
Искандар Мухамедьярович Султанов (баш. Искәндәрбәк Мөхәмәтйәр улы Солтанов; 1872 — не ранее 1919) — один из предводителей Башкирского национального движения, член Кесе Курултая — Предпарламента Башкурдистана. Сын муфтия Оренбургского магометанского духовного собрания М. М. Султанова.

## Участие в Башкирском национальном движении
Происходил из башкирского дворянского рода Султановых.
Окончил юридический факультет Казанского университета. Являлся присяжным поверенным судебной палаты в Уфе.
После начала Октябрьской революции, Искандар Султанов принимает участие в Башкирском национальном движении. С 8 по 20 декабря 1917 года участвует в работе III Всебашкирского учредительного съезда, где был избран членом в Предпарламент Башкурдистана и Башкирского Правительства.

После переезда резиденции Башкирского Правительства в город Челябинск, Султанова назначен одним из организаторов башкирских военных частей. Для осуществления поставок для военных нужд армии, он был направлен представителем в Сибирское правительство в городе Омск, где вёл переговоры с военным министром. 11 августа Искандар Султанов написал телеграмму в Оренбург председателю Башкирского Военного Совета Ахмед-Заки Валиди:
«Переговоры приостановились до возвращения министров Областной думы и окончательного согласия [с] требованиями военного министра, о которых телеграфно невозможно сговориться. Выезжаем сами. Деньги добровольческим отрядам министр обещал отпустить. Продовольствие для Вернеуральского [и] Орского районов дают за наличный расчет».
По возвращении, с 8 по 23 сентября 1918 года, Искандар Султанов совместно с другими членами Башкирского Правительства (Ю. Ю. Бикбовым, А. К. Адигамовым, М. К. Адигамовым, А.-З. Валиди и С. Г. Мрясовым) участвует в работе Государственного Совещания в Уфе, более известное как Уфимская Директория. На совещании был принят «Акт об образовании всероссийской верховной власти», где от имени Башкирского Правительства его подписал Искандар Султанов.
С 29 сентября 1918 года его назначают заведующим Юридического отдела в Башкирском Центральном Шуро.

После колчаковского переворота, для переговоров в Омск была направлена делегация Башкирского правительства в составе Искандара Султанова, Мстислава Кулаева, Хажиахмета Ишбулатова и Авхадея Ишмурзина. Вот что об этом писал Ахмед-Заки Валиди 14 декабря:
«Доктор Кулаев, генерал Ишбулатов, Султанов и Ишмурзин еще до сих пор не вернулись. Ездивший туда капитан Юнусов вернулся. Письмо от них получили сегодня. Они пишут о плохом положении Колчака»
После перехода правительства в начале 1919 года в сторону Советской власти, Искандар Султанов выходит из его состава. Он и Муса Муртазин, Мухаммед-Габдулхай Курбангалиев, Галимьян Таган и другие остались на стороне Колчака. Дальнейшая его судьба неизвестна.